# Phản hắc lộ nhân giáp
《Phản hắc lộ nhân giáp》 (tiếng Trung: 反黑路人甲), tiếng Anh: Al Cappuccino, tên cũ:《Cực đạo quái ca》(tiếng Trung: 極道怪咖, nghĩa là Cast kỳ quái trong xã hội đen), là bộ phim hài kịch xã hội đen hiện đại được chế tác bởi TVB. Các diễn viên chính Vương Hạo Tín, Trương Chấn Lãng, Phùng Doanh Doanh,Thang Di và Cao Hải Ninh, diễn viên phụ Khương Đại Vệ, Tưởng Gia Mân, Lại Úy Linh, Phó Gia Lợi, Chu Mẫn Hãn, Từ Vinh, Trương Quốc Cường, Thạch Tu, Hứa Gia Kiệt, Lâm Tuyên Dư và Lý Thành Xương, biên thẩm Huỳnh Vỹ Cường, giám chế Lâm Chí Hoa.
Bộ phim này lấy đề tài chống xã hội đen, kể câu chuyện về diễn viên Trương Tế Luân (Vương Hạo Tín) mang tên giả Tưởng Thế Long, gặp được nội gián Cao Bân (Trương Chấn Lãng), cùng trải qua một đoạn đời đầy kỳ thú.
Bộ phim này là 1 trong 19 bộ phim được giới thiệu ở Lễ ra mắt phim TVB 2019 (TVB Sales Presentation 2019), 1 trong 10 bộ phim được giới thiệu ở Triển lãm Phim ảnh Hong Kong năm 2019 và 1 trong 12 bộ phim ở Lễ ra mắt phim TVB 2020. Đây cũng là 1 trong những bộ phim được giới thiệu ở TVB Amazing Summer 2020.
Ở Trung Quốc Đại lục, ứng dụng Mai Đôi Đôi (埋堆堆) phát sóng độc quyền bộ phim này.

## Tóm tắt cốt truyện
Một vụ án mưu sát khiến khắp giang hồ dấy lên giông bão. Trương Tế Luân (Vương Hạo Tín), một người Mỹ gốc Hoa mê kịch nghệ trở về Hồng Kông tìm kiếm cơ hội diễn xuất. Nhân duyên đưa đẩy anh gặp được hoa khôi cảnh sát Cố Hân Di (Phùng Doanh Doanh), được cô giao cho một nhiệm vụ trọng đại: giả mạo đứa con trai duy nhất còn sống của chủ quản xã đoàn Tứ Liên Bang. Nhờ sự giúp đỡ của nội gián giàu kinh nghiệm là Cao Bân (Trương Chấn Lãng), Tế Luân ngồi vào chức chủ quản. Sau đó, Tế Luân nhiều lần ra tay giúp đỡ đầu mục xã hội đen Tô Chỉ San (Thang Di), nữ minh tinh Trang Minh Lệ (Cao Hải Ninh), quản lý hộp đêm Diêu Thanh Thủy (Tưởng Gia Mân), và chung sống với ba cô em gái không cùng huyết thống. Tế Luân chân ướt chân ráo vào giang hồ, trở thành cộng sự ăn ý nhất với Cao Bân, cộng thêm võ sĩ kim bài Lục Thu (Chu Mẫn Hãn) luôn liều chết bảo vệ, cùng hoá giải nhiều nguy cơ. Nhưng không ngờ phía sau bức màn của xã đoàn, sớm đã có một âm mưu kinh thiên động địa đang chờ đợi anh...

## Diễn viên
Chú thích:
- Chủ quản (toạ quán) là người đứng đầu cả xã đoàn, tương tự chức boss trong hệ thống mafia Ý; Người điều hành (thoại sự nhân) đứng đầu 1 xã đoàn nhỏ (Liên Hưng Thắng, Liên Vượng Thắng, Liên Đồ Thắng, Liên Hoà Thắng), tương tự chức underboss; Đầu mục là thủ lĩnh nhóm nhỏ, tương tự chức caporegime.
- Xin bỏ qua phần chữ nhỏ trong các bảng nếu không muốn biết trước nội dung chi tiết của phim.

### Tứ Liên Bang
Người chủ quản đầu tiên kiêm người sáng lập bang hội là cha của Tưởng Định Bang, đời thứ nhì là Tưởng Định Bang, chủ quản đời thứ ba cũng là đời cuối cùng là Trương Tế Luân mạo danh Tưởng Thế Long. Trong khoảng thời gian đó, có lúc Tưởng Thiên Hà và Tô Vỹ Thần từng là chủ quản tạm thời.
Bang hội giải tán ở tập 30, công ty Tưởng Thị Tứ Liên chuyển sang làm ăn chân chính, thành công lên sàn chứng khoán.

#### Tưởng Thị Tứ Liên (nhà họ Tưởng)
| Diễn viên         | Vai diễn               | Ghi chú |
| Vu Dương          | Tưởng Định Bang        | anh Bang, ông Tưởng lớn Chủ quản đời thứ nhì của Tứ Liên Bang Chủ tịch hội đồng quản trị công ty TNHH Tưởng Thị Tứ Liên Hưởng thọ 76 tuổi Cha của Tưởng Hiếu Long, Tưởng Ích Long, Tưởng Thế Long, Tưởng Thiên Hà, Tưởng Thiên Du, Tưởng Thiên Huệ Anh rể của Lữ Gia Xương Xuất thân cùng thời với Tô Vỹ ThầnĐại ca của Âu Kiến Đức, nhiều năm trước bố trí ông ta vào ngành cảnh sát làm nội gián, yêu cầu ông ta dùng thân phận cảnh sát để diệt trừ các xã đoàn đối địch Tập 1, cùng Tưởng Hiếu Long, Tưởng Ích Long đến miếu, bị Âu Kiến Đức thuê sát thủ ám sát Tập 22 phim tiết lộ chiếc điện thoại thứ 3 thật ra dùng để liên lạc với Cố Vinh Chương |
| Lý Khải Kiệt      | Tưởng Hiếu Long        | Đại thiếu gia nhà họ Tưởng Hưởng dương 40 tuổi Con trai lớn của Tưởng Định Bang Cháu (gọi bằng cậu) của Lữ Gia Xương Anh của Tưởng Ích Long, Tưởng Thế Long, Tưởng Thiên Hà, Tưởng Thiên Du, Tưởng Thiên Huệ Bạn thân của Tô Tử Kiên Tính tình tự chủ tự quyết, tàn nhẫnNhiều năm trước cùng Tô Tử Kiên cất giấu gậy đầu rồng, chỉ có 2 người biết vị trí ở đâu Một năm rưỡi trước phạm tội mưu sát, vì Âu Kiến Đức không chịu trộm vật chứng để che giấu tội cho mình nên định công khai thân phận nội gián Tứ Liên Bang của ông ta Một năm trước, dùng tính mạng của 2 cha con Cố Vinh Chương uy hiếp ông ta tiếp tục rửa tiền cho nhà họ Tưởng sau khi cam kết hợp tác 2 năm của Cố Vinh Chương với Tưởng Định Bang hết hạn Tập 1, cùng Tưởng Định Bang, Tưởng Ích Long đến miếu, bị Âu Kiến Đức thuê sát thủ ám sát Trước khi lâm chung, tóm lấy sát thủ chất vấn có phải Âu Kiến Đức ra lệnh giết 3 cha con họ hay không, gián tiếp khiến sát thủ biết được thân phận khách hàng của mình nên quay lại tống tiền Âu Kiến Đức |
| Trần Quốc Phong   | Tưởng Ích Long         | Nhị thiếu gia nhà họ Tưởng Hưởng dương 38 tuổi Con trai thứ của Tưởng Định Bang Cháu (gọi bằng cậu) của Lữ Gia Xương Em trai của Tưởng Hiếu Long Anh của Tưởng Thế Long, Tưởng Thiên Hà, Tưởng Thiên Du, Tưởng Thiên HuệTập 1, vì bảo vệ Tưởng Định Bang nên định nổ súng bắn sát thủ do Âu Kiến Đức sai tới, nhưng cuối cùng bị sát hại |
| Trần Vỹ Hồng      | Tưởng Thế Long         | William Con trai út đã mất của Tưởng Định Bang Cháu (gọi bằng cậu) đã mất của Lữ Gia Xương Em trai đã mất của Tưởng Hiếu Long, Tưởng Ích Long Anh đã mất của Tưởng Thiên Hà, Tưởng Thiên Du, Tưởng Thiên Huệ Bạn thân đã mất của Trương Tế LuânLúc sinh ra vì mệnh tương khắc với nhà họ Tưởng mà bị Tưởng Định Bang đưa qua cô nhi viện ở Mỹ 18 tuổi rời khỏi cô nhi viện sau đó gia nhập bang Phúc Hưng ở phố người Hoa Thượng Hải, nhanh chóng lên chức Vào năm 2016 liên lạc lại với Tưởng Thiên Huệ trên mạng. Sau đó do dan díu với bạn gái của bố già của xã đoàn người Hoa mà bị ám sát, sau khi chết bị người khác lấy thân phận Trương Tế Luân an táng, mà tài khoản mạng xã hội cũng được Trương Tế Luân thật tiếp tục sử dụng liên lạc với Tưởng Thiên Huệ, dùng thân phận của anh ta về Hong Kong |
| Vương Hạo Tín     | Trương Tế Luân         | William, anh Tưởng nhỏ, Thế Long, Tế Luân, A Luân, anh Tư Mạo danh Tưởng Thế Long Nội gián của cảnh sát Chủ quản đời thứ 3 của Tứ Liên Bang kiêm CEO tập đoàn Tưởng Thị Tứ Liên Con trai giả mạo của Tưởng Định Bang Em trai giả mạo của Tưởng Hiếu Long, Tưởng Ích Long Anh trai giả mạo của Tưởng Thiên Hà, Tưởng Thiên Du, Tưởng Thiên Huệ, coi họ như em gái ruột Bạn thân và cộng sự của Cao Bân, sau giả bộ đối lập và giả là đôi đồng tính Đại ca và bạn thân của Lục Thu Đối tượng chung tình của Tô Chỉ San Đối tượng thần mến của Cố Hân Di Bị Diêu Thanh Thủy dùng sắc đẹp dụ dỗ theo đuổi Hâm mộ Trang Minh Lệ, bị cô ghét, sau lại theo đuổi Tình địch của Cố Vinh Chương và Tô Tử KiênVốn là diễn viên đoàn kịch Woodpecker (Chim Gõ Kiến) ở tiểu bang Ohio, Mỹ Bạn thân của Tưởng Thế Long thời sinh tiền, bị cô nhi viện ở Mỹ sơ suất đem thân phận của hai người tráo đổi. Một người mê diễn xuất, năm 18 tuổi rời cô nhi viện gia nhập đoàn ca kịch ở tiểu bang Ohio, Mỹ, dù bị bốn phương tám hướng cười nhạo vẫn say mê diễn kịch Thần tượng là Châu Nhuận Phát Năm 2016 liên lạc với Tưởng Thiên Huệ trên mạng, sau đó quyết định dùng thân phận của Tưởng Thế Long về Hong Kong Tập 1 từ Mỹ về Hong Kong tham gia casting, lỡ chọc giận thần tượng Trang Minh Lệ nên buồn rầu uống say, sau đó gặp được Cố Hân Di, sáng hôm sau tỉnh lại thấy đang ngủ chung với Tô Chỉ San, rồi viết giấy nợ cho cô Tập 2 bị Trang Minh Lệ lợi dụng để chọc tức Cố Vinh Chương, sau đó gặp lại Cố Hân Di, muốn hỏi cô về chuyện xảy ra đêm anh uống say nhưng không thành công Tập 3 Cố Hân Di bày mưu khiến anh tưởng mình tấn công cảnh sát đến hôn mê nên chấp nhận đóng giả Tưởng Thế Long, trong vòng 10 ngày phải nhập vai Tập 4 vì tự trách mình không giữ lời hứa Trang Minh Lệ, mạo hiểm rời khỏi nhà an toàn đến xin lỗi và viết giấy nợ cho cô Tập 6 gia nhập Tứ Liên Bang dưới thân phận Tưởng Thế Long, nhận lại Tưởng Thiên Hà, Tưởng Thiên Du, Tưởng Thiên Huệ, rồi cầm chai rượu đánh vào đầu Chung Chí Sâm, tuyên bố tranh chức chủ quản, giả vờ đối lập với Cao Bân. Sau khi được Cố Hân Di kể chuyện đêm say rượu thì viết giấy nợ cho cô. Sau đó vì giải vây cho Trang Minh Lệ mà xích mích với Lưu Bưu, ẩu đả với thủ hạ của ông ta Tập 7, được Tô Chỉ San kể lại chuyện xảy ra đêm say rượu Tập 8, định giả vờ trúng đạn để thay đổi tình hình bầu cử, ai ngờ trúng đạn thật và thắng cử chức chủ quản Tập 10, giúp Tô Chỉ San 3 triệu để giải quyết vấn đề tài chính, sau đó vì tránh bị Lục Thu nghi ngờ mà giả làm bạn đồng tính với Cao BânXem thêm Cục điều tra Tội phạm có tổ chức và Xã hội đen (OCTB) |
| Lại Úy Linh       | Tưởng Thiên Hà         | Carmen, Đại Tiểu Thư, bé Lớn, Thiên Hà (Cao Bân thường gọi), Đại Tỷ (Tô Chỉ San thường gọi) 32 tuổi Đại tiểu thư nhà họ Tưởng Người điều hành tạm thời của Tứ Liên Bang (tập 1-8) Quản lý cấp cao của tập đoàn Tưởng Thị Tứ Liên Con gái lớn của Tưởng Định Bang Cháu (gọi bằng cậu) của Lữ Gia Xương Chị của Tưởng Thiên Du, Tưởng Thiên Huệ Bạn thân của Tô Chỉ San Em gái lớn của Tưởng Hiếu Long, Tưởng Ích Long, Tưởng Thế Long.Cấp trên của Cao Bân, có tình cảm với anh, tập 21 hôn anh, tập 29 làm vợ sắp cưới, tập 30 đăng ký kết hôn Tập 1, định ép Cao Bân làm rể nhà họ Tưởng Tập 2, đồng ý cho Cao Bân đi tìm Tưởng Thế Long Tập 6, nhận lại Tưởng Thế Long Tập 8, định khuyên Cao Bân từ bỏ tranh cử nhưng bất thành, đành để mặc cho Lục Thu giết hại Cao Bân, sau đó nhờ Tưởng Thế Long cho biết Cao Bân là nội gián do anh phái đến bên cạnh Chung Chí Sâm, liền ngăn cản Lục Thu hành động Tập 28 biết Thế Long là giả mạo nhưng vẫn coi anh như anh ruột |
| Phó Gia Lợi       | Tưởng Thiên Du         | Mandy, Nhị Tiểu Thư, bé Sáu, Thiên Du (Tư Đồ Tín thường gọi) Nhị tiểu thư nhà họ Tưởng Phụ trách quản lý tài chính cho tập đoàn Tưởng Thị Tứ Liên, sau thành giám đốc điều hành Con gái thứ hai của Tưởng Định Bang Cháu (gọi bằng cậu) của Lữ Gia Xương Em gái của Tưởng Hiếu Long, Tưởng Ích Long, Tưởng Thế Long, Tưởng Thiên Hà Chị của Tưởng Thiên HuệBạn gái cũ của Tư Đồ Tín, vì bối cảnh gia đình họ Tưởng mà chia tay, tập 5 gặp lại, từ tập 9 bị anh ta lợi dụng để lấy tin tức nhà họ Tưởng, tập 21 trở mặt, tập 30 đến nhà giam thăm anh ta Bạn thân của Tô Chỉ San Tập 6 nhận lại Tưởng Thế Long Tập 18 nghe Tưởng Thiên Hà nói trước giờ mình luôn bị Tư Đồ Tín lợi dụng nên trở mặt với Tư Đồ Tín Lúc sau biết thân phận thật của Thế Long nhưng vẫn coi anh như anh ruột Tập 30 trở thành giám đốc điều hành của Tưởng Thị Tứ Liên, thành công đưa công ty lên sàn |
| Lâm Tuyên Dư      | Tưởng Thiên Huệ        | Tam Tiểu Thư, bé Út Tam tiểu thư nhà họ Tưởng Sinh viên đại học, sau đó làm ký giả cho tờ "Triều Bạo Nhất Châu" Con gái thứ ba của Tưởng Định Bang Cháu (gọi bằng cậu) của Lữ Gia Xương Em gái út của Tưởng Hiếu Long, Tưởng Ích Long, Tưởng Thế Long, Tưởng Thiên Hà, Tưởng Thiên Du Bạn thân của Tô Chỉ San, Trang Minh LệTập 6 nhận lại Tưởng Thế Long Tập 18 phát hiện Tưởng Thế Long là do Trương Tế Luân đóng giả, nhưng sau khi nghe giải thích quyết định giữ bí mật cho anh và vẫn coi anh như anh ruột Tập 20 giúp đỡ Trương Tế Luân và Cao Bân chụp hình nhạy cảm |
| Lý Thành Xương    | Lữ Gia Xương           | anh Xương, cậu Xương Quân sư cho nhà họ Tưởng Cựu cảnh sát Em vợ của Tưởng Định Bang Cậu của Tưởng Hiếu Long, Tưởng Ích Long, Tưởng Thế Long, Tưởng Thiên Hà, Tưởng Thiên Du, Tưởng Thiên Huệ Phụ trách quản lý sòng bạc Du Tiêm VượngBất hòa với Tư Đồ Tín Lúc sau biết thân phận thật của Thế Long nhưng vẫn coi anh như người thân Tập 30 tiếp nhận địa bàn của Liên Hưng Thắng Năm 1978 vào ngành cảnh sát, năm 1988 bị nghi ngờ thu nhận lợi ích của xã hội đen nên bị điều tra nội bộ, vì vậy từ chức rồi gia nhập Tứ Liên Bang (đoạn này đã bị cắt) |
| Trương Chấn Lãng  | Cao Bân                | anh Bân Tên thật Cao Viễn, mới đầu chỉ có Trương Tế Luân và Tưởng Thiên Hà biết Từng là thành viên của Liên Hưng Thắng, sau được Tưởng Định Bang điều qua giúp nhà họ Tưởng Thành viên Liên Hưng Thắng → Tiểu đầu mục dưới trướng nhà họ Tưởng → Người điều hành tạm thời của Liên Hoà Thắng → Thanh tra Tập sự Nội gián cảnh sát, mã số 66829, sau thành Thanh tra Tập sự Bạn thân và cộng sự của Trương Tế Luân Đại ca và bạn thân của Lục ThuThân tín của Tưởng Thiên Hà, có tình cảm với cô, tập 21 hôn cô, tập 29 thành chồng sắp cưới, tập 30 đăng ký kết hôn Tập 1 vì nhà họ Tưởng muốn tranh chức chủ quản với Chung Chí Sâm, bị Tưởng Thiên Hà đề nghị kết hôn, lấy thân phận con rể họ Tưởng để tranh chức chủ quản Tập 4 giả vờ trở mặt với nhà họ Tưởng, tuyên bố sẽ rời khỏi Tứ Liên Bang Tập 5, giả vờ đầu quân cho Chung Chí Sâm để chấp hành nhiệm vụ nội gián Tập 6, tuyên bố tranh chức chủ quản, giả vờ đối lập với Trương Tế Luân Tập 8 suýt nữa bị Lục Thu giết hại, sau đó nhờ Trương Tế Luân nói mình là nội gián do anh phái đến bên cạnh Chung Chí Sâm mới thoát chết Tập 10, vì tránh bị Lục Thu nghi ngờ nên cùng Trương Tế Luân giả vờ là một đôi bạn đồng tínhTên thật đồng âm với Cao Hoàn (tinh hoàn) Xem thêm Cục điều tra Tội phạm có tổ chức và Xã hội đen (OCTB) |
| Chu Mẫn Hãn       | Lục Thu                | A Thu, Lục Thượng Tối Cường (Mạnh nhất trên bộ) Võ sĩ kim bài, đầu tiên đi theo Tưởng Định Bang, sau đó theo Tưởng Thế Long Được Tưởng Định Bang nuôi nấng trưởng thành, sau vì tập kích người điều hành của Trường Hưng nên bị ông tống qua Thái Lan chứ không bị chấp hành gia pháp Thủ hạ và bạn thân của Trương Tế Luân Bạn thân của Cao BânTập 7 xuất hiện lần đầu, được Phó Đức Thuận và Lữ Gia Xương cất công qua Thái triệu về giúp đỡ Tưởng Thế Long Tập 8 định giết Cao Bân, sau đó bị Tưởng Thiên Hà ngăn lại và cho biết Cao Bân là nội gián do Tưởng Thế Long phái đến bên cạnh Chung Chí Sâm Tập 24 vì cứu Tưởng Thế Long nên bị Cương Pháo bắn trọng thương Tập 26 bị Tô Vỹ Thần bắt cóc, sau đó thành công trốn thoát nhờ được Cao Bân âm thầm giúp đỡ Tập 28 quyết định cùng Cao Bân đi cứu Tưởng Thế Long Tập 30 quyết định không làm võ sĩ kim bài cho xã đoàn nữa, chuyển nghề thi đấu boxing, thắng trận đoạt được đai vàng |
| Trương Quốc Cường | Âu Kiến Đức            | KTTừng là môn sinh nhà họ Tưởng, năm 1987 gia nhập Tứ Liên Bang, cùng năm đó được Tưởng Định Bang phái đến sở cảnh sát làm nội gián Nhiều năm nay nhờ tin tình báo của Tưởng Định Bang mà thành công phá được nhiều vụ án và diệt trừ nhiều xã đoàn có thù với họ Tưởng, vì vậy trong khoảng thời gian ngắn được thăng từ Cảnh viên lên Phó Sở trưởng Cảnh sátXem thêm Lực lượng Cảnh sát Hong Kong |
| Giản Gia Kỳ       | Tử Đạn (Viên Đạn)      | Thủ hạ của nhà họ TưởngTập 28 tạt sơn lên xe của Chung Chí Sâm theo lệnh Trương Tế Luân Tập 29 bị Tô Vỹ Thần phái người sát hại, thi thể bị giấu ở Thiên Nguyệt Lâu để giá hoạ tội mưu sát cho Chung Chí Sâm |
| Lâu Gia Hào       | Tế Bảo (Bảo Nhỏ)       | Thủ hạ của nhà họ Tưởng Có một cô bạn gái |
| Trịnh Tuyển Hi    | Pháo Trượng (Cây Pháo) | Thủ hạ của nhà họ Tưởng |
| Lâm Hạo Văn       | Phì Thi (Mập Thây)     | Thủ hạ của nhà họ Tưởng |

#### Liên Hưng Thắng
| Diễn viên         | Vai diễn          | Ghi chú |
| Khương Đại Vệ     | Tô Vỹ Thần        | Thần Gia, Hoa Đả (= Father - Tô Chỉ San thường gọi) Người điều hành Liên Hưng Thắng → Chủ quản tạm thời của Tứ Liên Bang (tập 29) 69 tuổi Chồng của Tô Ôn Thượng Hồng Cha của Tô Tử Kiên, Tô Chỉ SanBạn thân của Cố Vinh Chương Cáo già xảo quyệt, dối trá, không từ thủ đoạn, làm việc cẩn thận Xuất thân cùng thời với Tưởng Định Bang, thể hiện mình có quan hệ tốt với ông, nhưng thật ra là "cá sấu ngầm" bên trong bang hội Trước mặt mọi người giả bệnh, lừa gạt Tô Chỉ San để cô đồng ý tạm nắm quyền, thật ra là chờ Tô Tử Kiên ra tù để thay ông tranh chức chủ quản Tứ Liên Bang Ở đoạn sau phim luôn bị nghi ngờ là chủ mưu của vụ mưu sát 3 cha con Tưởng Định Bang Tập 7 ngả về phía ủng hộ Cao Bân Tập 16 khi gạp Cố Vinh Chương đã tiết lộ từng nhận tiền của ông ta để làm việc Tập 17 khai ra Lâm Phúc từng chuyển tiền vào tài khoản do ông lấy danh nghĩa Tô Chỉ San mở, để tránh giao dịch giữa ông ta và Cố Vinh Chương bị phát hiện Tập 18 nói thật với Tô Chỉ San rằng ông giả bệnh để Liên Hưng Thắng không bị coi là mối nguy hại Tập 25 hẹn gặp Chung Chí Sâm ở ngôi trường bỏ hoang, đồng ý cùng Liên Vượng Thắng, Liên Đồ Thắng hối lộ các chú bác để luận tội Tưởng Thế Long Tập 29 trở thành chủ quản tạm thời, rồi lấy thân phận chủ quản tạm thời để tuyên bố giải tán Tứ Liên Bang Tập 30 địa bàn của ông bị Lữ Gia Xương lấy lại, sau đó bị cảnh sát bắt |
| Âu Dương Yến Bình | Tô Ôn Thượng Hồng | Đại tẩu đã mất của xã đoàn Liên Hưng Thắng Vợ đã mất của Tô Vỹ Thần Mẹ đã mất của Tô Tử Kiên, Tô Chỉ SanGậy đầu rồng của Tứ Liên Bang giấu trong nơi để hũ tro cốt của bà |
| Trần Chí Kiện     | Tô Tử Kiên        | Thiết Đầu, Ba Đả (= Brother - Tô Chỉ San thường gọi) Người đứng thứ hai Liên Hưng Thắng Con trai của Tô Vỹ Thần, Tô Ôn Thượng Hồng Anh của Tô Chỉ San Si mê Diêu Thanh Thủy Không biết sống kín đáo, tàn nhẫn hung tợn Tình địch của Tưởng Thế Long Bạn thân của Tưởng Hiếu Long, Cao Bân, Lục ThuXuất hiện lần đầu ở tập 3 Tập 15 ra tù và tiếp quản Liên Hưng Thắng, sau đó đẩy Trần Ứng Cầu té lầu tử vong Tập 22 nhận lệnh ám sát Tưởng Thiên Hà, sau đó thất bại do Diêu Thanh Thủy và Cao Bân ngăn cản Tập 28 nhận lệnh Tô Vỹ Thần bắt cóc và giam cầm Trương Tế Luân, đánh anh trọng thương Tập 29 suýt bị Diêu Thanh Thủy giết để báo thù cho Trương Tế Luân Tập 30 định bắn chết Trương Tế Luân nhưng bắn lầm Tô Chỉ San khiến cô hôn mê, sau đó bị bắt |
| Thang Di          | Tô Chỉ San        | Cherry, Muội Đầu (Tô Tử Kiên thường gọi) Người điều hành tạm thời của Liên Hưng Thắng Con gái của Tô Vỹ Thần, Tô Ôn Thượng Hồng Em gái của Tô Tử Kiên Thầm mến Trương Tế Luân Tình địch của Trang Minh Lệ, Cố Hân Di, Diêu Thanh Thủy Bạn thân của Tưởng Thiên Hà, Tưởng Thiên Du, Tưởng Thiên Huệ Đối tượng theo đuổi của Calvin, sau đó từ chối anh taTập 1 sau khi say rượu thì ngủ chung phòng khách sạn với Tưởng Thế Long một đêm, ban đầu vô cùng tránh né anh, sau đó hoà hảo và yêu thầm anh Tập 2 muốn trở thành giáo viên nhưng bị cha phản đối, sau đó biết cha bị ung thư não nên tạm thời thay cha làm người điều hành, thực chất đã sớm biết cha gạt mình nhưng vẫn đồng ý tạm thay chức vị của cha Tập 4 vào nhà giam thăm Tô Tử Kiên, sau đó đi tìm Diêu Thanh Thủy xin cô đi thăm anh nhưng không thành công Tập 6 từ chối đề nghị ủng hộ Cao Bân của Diêu Thanh Thủy nên bị tạt sơn đỏ giữa đường Tập 7 kể chuyện xảy ra đêm say rượu cho Tưởng Thế Long biết Tập 10 thành công giải quyết vấn đề tài chính nhờ được Trương Tế Luân giúp đỡ |
| Lâm Kính Cương    | Trần Ứng Cầu      | anh Cầu Đầu mục ở Liên Hưng Thắng Trợ thủ đắc lực của Tô Vỹ ThầnTập 14 bị Cao Bân và Tưởng Thiên Hà uy hiếp, bắt phải điều tra Tô Vỹ Thần Tập 15 bị Tô Vỹ Thần phát hiện là nội gián, bị Tô Tử Kiên xô xuống lầu giết chết |
| Bành Hoài An      | Kiếm Hùng         | Đầu mục Liên Hưng Thắng Trợ thủ đắc lực của Tô Vỹ Thần Có liên hệ với xã hội đen ở MỹTập 15 đánh nhau với Trần Ứng Cầu Tập 26 theo lệnh của Tô Vỹ Thần, bắt cóc Lục Thu và ép Cao Bân giết hại Lục Thu |
| Mạc Vỹ Văn        | Lão Mạc           | Chú bác ở Liên Hưng Thắng |
| Diệp Gia Hoằng    | Đại B             | Thành viên Liên Hưng Thắng Thủ hạ của Tô Chỉ San Đã kết hôn, có rất nhiều con |
| Hà Tấn Lạc        |                   | Thành viên Liên Hưng Thắng Thủ hạ của Tô Chỉ San |
| Ngũ Lễ Khiên      |                   | Thành viên Liên Hưng Thắng Thủ hạ của Tô Tử Kiên |
| Trần Tuấn Kiên    |                   | Thành viên Liên Hưng Thắng Thủ hạ của Tô Tử Kiên |
| Lư Hải Ưng        |                   | Thành viên Liên Hưng Thắng (tập 3) |
| Đặng Dĩ Hào       |                   | Đầu mục Liên Hưng Thắng (tập 12) |
| Tô Gia Luân       | Tế Hoa (Hoa Nhỏ)  | Đầu mục Liên Hưng Thắng (tập 12) |
| Đường Gia Hùng    | Đại Dee (Dee Lớn) | Đầu mục Liên Hưng Thắng (tập 12) |
| Trương Chấn Lãng  | Cao Bân           | Từng là thành viên Liên Hưng Thắng, sau được Tưởng Định Bang điều qua giúp nhà họ Tưởng Xem thêm Tứ Liên Bang, Cục điều tra Tội phạm có tổ chức và Xã hội đen (OCTB) |

#### Liên Vượng Thắng
| Diễn viên         | Vai diễn                 | Ghi chú |
| Từ Vinh           | Chung Chí Sâm            | Chung Điên, anh Chung Điên Người điều hành Liên Vượng Thắng 40 tuổi Là người vô lễ kiêu ngạo, tàn nhẫn độc ác, nóng nảy hung hăng Từng là một võ sĩ kim bài, người điều hành có tiền có thế nhất trong Tứ Liên BangỞ đoạn đầu phim, bị người nhà họ Tưởng nghi ngờ có liên quan đến cái chết của ba cha con nhà họ Tưởng, sau khi Tưởng Định Bang chết tranh giành chức chủ quản với nhà họ Tưởng Luôn bị Tô Vỹ Thần lợi dụng Tập 4 bị các chú bác ngăn không cho tranh chức chủ quản, sau đó nghe lời Diêu Thanh Thủy để cho Cao Bân thay mình tranh chức chủ quản Tập 6 bị Tưởng Thế Long dùng chai rượu đánh vào đầu Tập 23 bắt cóc Cao Bân, dùng tính mạng anh để uy hiếp Tưởng Thế Long nhường chức chủ quản nhưng bất thành Tập 24 ép Cương Pháo đi giết Tưởng Thế Long, nhưng thất bại do Cương Pháo bắn trúng và làm bị thương Lục Thu Tập 29 bị cảnh sát nghi ngờ mưu sát thủ hạ của nhà họ Tưởng nên bị truy nã Tập 30 yêu cầu Tô Vỹ Thần đưa 40 triệu để trốn khỏi Hong Kong, bắt cóc Tô Chỉ San để uy hiếp ông, sau khi đánh nhau với Trương Tế Luân bị anh ta đánh ngất và bị cảnh sát bắt giữ |
| Tưởng Gia Mân     | Diêu Thanh Thủy          | chị Thủy, Thủy Thủy, A Thủy Đầu mục Liên Vượng Thắng Phụ trách quản lý hộp đêm Được Tô Tử Kiên si mê Tình địch của Trang Minh Lệ, Cố Hân Di và Tô Chỉ SanPhải lòng Trương Tế Luân và chủ động dụ dỗ anh nhiều lần nhưng không thành công Tập 4, được Tô Chỉ San năn nỉ đến nhà giam thăm Tô Tử Kiên Tập 5, bày mưu cho Chung Chí Sâm để ông ta làm ông trùm đứng sau, ủng hộ Cao Bân bước ra tranh chức chủ quản với nhà họ Tưởng Tập 6, vì Tô Chỉ San từ chối ủng hộ Cao Bân nên sai người tạt sơn đỏ vào cô Tập 8, định dùng sắc đẹp dụ dỗ Cao Bân nhưng tưởng Cao Bân chỉ thích đàn ông nên thất bại |
| Thang Tuấn Minh   | Sinh Phiên               | Tiểu đầu mục Liên Vượng Thắng Trợ thủ đắc lực của Chung Chí SâmTập 13 dẫn theo thủ hạ truy bắt Cao Bân đang định đào tẩu, trong lúc đó lỡ làm bị thương Tô Chỉ San Tập 23 lại dẫn theo thủ hạ truy bắt Cao Bân Tập 25 hối lộ các chú bác Tứ Liên Bang theo lệnh Chung Chí Sâm Tập 29 khi đang chạy trốn bị Chung Chí Sâm đẩy về phía cảnh sát để kéo dài thời gian cho ông ta, sau đó bị cảnh sát bắt |
| Đường Gia Lân     | Cương Pháo               | Tiểu đầu mục Liên Vượng Thắng Trợ thủ đắc lực của Chung Chí SâmĐã kết hôn, ngoại tình với Chu Nữ Tập 9 bị Lục Thu đánh bại và bị kề dao vào cổ Tập 13 dẫn theo thủ hạ truy sát Cao Bân Tập 23 đang ăn vụng với Chung Chí Chu thì bị Cao Bân bắt quả tang Tập 24 bị Chung Chí Sâm ép buộc giết hại Tưởng Thế Long, nhưng lại lỡ bắn trúng Lục Thu Tập 25 đến sở cảnh sát tự thú theo lệnh của Chung Chí Sâm, ôm hết mọi tội danh vào người |
| Thẩm Ái Lâm       | Chung Chí Chu            | Chu Nữ Em gái của Chung Chí SâmCó dan díu với Cương Pháo Tập 23 đang ăn vụng với Cương Pháo thì bị Cao Bân bắt quả tang |
| Trần Gia Lương    | Văn Địch                 | Thành viên của Liên Vượng Thắng Trợ thủ đắc lực của Diêu Thanh Thủy |
| Trình Hạo Tuấn    | Nha Thiêm (Tăm Xỉa Răng) | Thành viên của Liên Vượng Thắng Thủ hạ của Chung Chí Sâm |
| Tăng Hải Xương    |                          | Thủ hạ của Diêu Thanh Thủy (Tập 6, 15 - 17, 20 - 21) |
| Lương Hạo Giai    |                          | Thủ hạ của Chung Chí Sâm (Tập 7) |
| Thiệu Triển Bằng  |                          | Thủ hạ của Chung Chí Sâm (Tập 10, 13, 23)Tập 23 bị Thiết Đầu giết hại |
| Lý Thiện Hằng     |                          | Đao thủ (tập 16 - 17) |
| Triệu Giác Siêu   |                          | Tài xế (tập 16) |
| Trần Nặc Trung    |                          | Thủ hạ của Chung Chí SâmTập 23 bị Thiết Đầu giết hại |
| Huỳnh Nhuận Thành |                          | Thủ hạ của Chung Chí SâmTập 23 bị Thiết Đầu giết hại |
| Đặng Trọng Khiêm  |                          | Thủ hạ của Diêu Thanh Thủy (tập 26) |

#### Liên Đồ Thắng
| Diễn viên      | Vai diễn | Ghi chú |
| Trương Vũ Hiếu | Lưu Bưu  | anh Bưu Người điều hành Liên Đồ Thắng 68 tuổi Tính cách ích kỷ vụ lợi, nhát gan, trên đội dưới đạpNgười duy nhất trong 4 người điều hành không bị nghi ngờ là chủ mưu của vụ mưu sát 3 cha con Tưởng Định Bang Từ tập 2 liên kết với Chung Chí Sâm Tập 6 quấy rối Trang Minh Lệ, bị cô tạt trà nóng vào mặt, tuy Trương Tế Luân kịp thời đến giải cứu nhưng ông ta vẫn ôm hận trong lòng với 2 người Tập 10 bị Tưởng Thế Long do Trương Tế Luân giả mạo đánh bị thương Tập 25 gặp mặt Chung Chí Sâm ở ngôi trường bỏ hoang, đồng ý cùng Liên Vượng Thắng, Liên Hưng Thắng hối lộ các chú bác để luận tội Tưởng Thế Long Tập 29 (trong đoạn phim đã bị cắt), bị Cao Bân và Lục Thu uy hiếp ở phòng mát-xa, ép nói ra nơi Tô Vỹ Thần nhốt Tưởng Thế Long Tập 30 bị cảnh sát bắt |
| Ngô Tử Trùng   | Tài Tử   | Tiểu đầu mục của Liên Đồ Thắng Cánh tay đắc lực của Lưu BưuTập 17 phim nhắc đến anh ta bị bắt do đánh bạc, vô tình gặp Diêu Thanh Thủy đến bảo lãnh Tưởng Thế Long ở sở cảnh sát |
| Lý Hiển Diệu   | Na Tra   | Từng là tiểu đầu mục ở Liên Hoà Thắng, tập 25 đã đầu quân cho Liên Đồ Thắng Xem thêm Liên Hoà Thắng |
| Âu Dương Phong |          | Thủ hạ của Lưu Bưu (tập 6, 25) |

#### Liên Hòa Thắng
| Diễn viên        | Vai diễn | Ghi chú |
| Quỷ Trủng        | Lâm Phúc | Đuôi Ngựa Người điều hành Liên Hòa Thắng Hưởng thọ 65 tuổi Tính tình tham lam nhưng nhút nhát Buôn bán ma túy, kinh doanh cờ bạc phi pháp và quản lý tuyến xe buýt nhỏ Có một hình xăm chuột Mickey trên cánh tay trái gần vaiTừ tập 2 liên kết với Chung Chí Sâm Tập 10 bị Tưởng Thế Long do Trương Tế Luân giả mạo đánh bị thương Tập 17 bị Tô Vỹ Thần vu oan là chủ mưu mướn sát thủ giết 3 cha con họ Tưởng Tập 18 bị Tô Vỹ Thần nguỵ tạo đoạn ghi âm thuê sát thủ giết Tưởng Định Bang để đổ tội ông ta, rồi bị Tô Tử Kiên chôn sống |
| Trương Chấn Lãng | Cao Bân  | anh Bân Người điều hành tạm thời của Liên Hòa Thắng Xem thêm Cục điều tra Tội phạm có tổ chức và Xã hội đen (OCTB), Tứ Liên Bang |
| Lý Hiển Diệu     | Na Tra   | Tiểu đầu mục của Liên Hòa Thắng Cánh tay đắc lực của Lâm PhúcTập 25 đã đầu quân cho Liên Đồ Thắng, theo Lưu Bưu đến ngôi trường bị bỏ hoang |

#### Các thành viên khác
| Diễn viên        | Vai diễn             | Ghi chú |
| Tần Hoàng        | Phó Đức Thuận        | Chú Mập Chú bác của Tứ Liên Bang Bạn thân của Tưởng Định Bang, sau khi ông chết đã giúp đỡ nhà họ TưởngTập 11 lệnh cho Cao Bân điều tra cá sấu ngầm trong xã đoàn Tập 30 đem địa bàn của Tô Vỹ Thần giao cho Lữ Gia Xương quản lý |
| Uy Liêm Trần     | chú Lục Chỉ (6 ngón) | Chú bác của Tứ Liên Bang Lập trường thiên về hướng ủng hộ nhà họ Tưởng |
| Vỹ Liệt          | anh Sơn Căn          | Chú bác của Tứ Liên Bang |
| Trần Địch Khắc   | Đại Đầu              | Chú bác của Tứ Liên Bang |
| La Hồng          | Paul gia             | Chú bác của Tứ Liên Bang |
| Âu Hiên Vỹ       | Hạ Sơn Báo           | Chú bác của Tứ Liên Bang |
| Trương Quốc Hùng |                      | Đao thủ dưới trướng chú Lục Chỉ (tập 19) |
| Huỳnh Trác Uy    |                      | Đao thủ dưới trướng chú Lục Chỉ (tập 19) |

### Lực lượng Cảnh sát Hồng Kông

#### Cấp quản lý
| Diễn viên         | Vai diễn        | Ghi chú |
| Thái Quốc Khánh   | Quách Hạo Lương | Nhất Ca Sở trưởng Cảnh sát Đã đến tuổi về hưu, muốn trì hoãn việc nghỉ hưuTập 9 lần đầu xuất hiện Yêu cầu Cố Hân Di ân thầm báo cáo hành động nội gián cho ông Cấp trên của Âu Kiến Đức, Tư Đồ Tín, Cố Hân Di Tập 26 trở thành người liên lạc trực tiếp của Trương Tế Luân, Cao Bân Tập 28 biết được yêu cầu trì hoãn nghỉ hưu không được chấp thuận |
| Trương Quốc Cường | Âu Kiến Đức     | KT Phó Sở trưởng Cảnh sát (Chi Hành động) Cấp trên của Tư Đồ Tín, Cố Hân Di Hợp tác với Cố Vinh Chương Cấp dưới của Quách Hạo Lương, bất mãn chuyện ông xin trì hoãn nghỉ hưu, cũng một lòng muốn thay thế ông trở thành Sở trưởng Cảnh sátMôn sinh của Tứ Liên Bang Tưởng gia, được phái đến sở cảnh sát để làm nội gián Tập 28 được thông báo kế nhiệm chức Sở trưởng Cảnh sát Tập 29 uy hiếp Tô Vỹ Thần giải tán Tứ Liên Bang, nếu từ chối sẽ truy quét và tấn công tất cả những chỗ làm ăn của ông ta và Tô Tử Kiên ở Tứ Liên Bang Tập 30 bị Tư Đồ Tín và mọi người gài bẫy, trúng kế và bị bắt, sau đó phim kể lại sự thật ông ta gia nhập Tứ Liên Bang, cấu kết với Tưởng Định Bang và vụ án 3 cha con họ Tưởng bị giết Gia nhập Tứ Liên Bang năm 1987 |

#### Cục điều tra Tội phạm có tổ chức và Xã hội đen (OCTB)
| Diễn viên                       | Vai diễn         | Ghi chú |
| Hứa Gia Kiệt                    | Tư Đồ Tín        | Tư Đồ, sếp Tư Đồ Cảnh ti tổ B → Tù nhân Cấp trên của Cố Hân Di, luôn có thành kiến với cô Đã kết hôn, có một con trai, vợ con sống ở CanadaCấu kết với cấp trên Âu Kiến Đức, sau cải tà quy chính Bạn trai cũ của Tưởng Thiên Du, vì bối cảnh gia đình của cô mà chia tay, tập 5 gặp lại, tập 9 giả vờ tái hợp và lợi dụng cô để lấy tin tức nhà họ Tưởng Tập 24 hack vào điện thoại của Cố Hân Di, giả mạo cô dụ Trương Tế Luân và Cao Bân đến kho hàng khiến 2 người bị phục kích, gián tiếp khiến Lục Thu bị bắn trọng thương, khiến 2 người mất lòng tin với Cố Hân Di và trở mặt với cô Tập 30 truy bắt Cao Bân |
| Phùng Doanh Doanh               | Cố Hân Di        | madam Cố, Racheal Thanh tra tổ B → Thanh tra Cao cấp Cấp dưới của Âu Kiến Đức, Tư Đồ TínNgười liên lạc của Trương Tế Luân, cũng thầm mến anh, luôn lặng thầm yêu anh sâu sắc Tập 3 dàn cảnh vu oan cho Trương Tế Luân đánh cảnh sát Trần Khải Quang khiến ông bị khô não tử vong, để uy hiếp Trương Tế Luân làm nội gián Tập 5 trở thành người liên lạc của Cao Bân Tập 6 kể cho Trương Tế Luân biết chuyện xảy ra đêm say rượu, nhận được giấy nợ của anh |
| Ngô Thụy Đình                   | Phương Vĩnh Hào  | Sa Triển Trung sĩ tổ B Cấp dưới của Âu Kiến Đức, Tư Đồ Tín, Cố Hân Di |
| Dung Thiên Hựu                  | Thạch Diệu Quyền | A Quyền Thành viên đội B Cấp dưới của Âu Kiến Đức, Tư Đồ Tín, Cố Hân Di, Phương Vĩnh Hào |
| Trịnh Vịnh Khiêm                | Trần Bái Lực     | Đại Lực Thành viên đội B Cấp dưới của Âu Kiến Đức, Tư Đồ Tín, Cố Hân Di, Phương Vĩnh Hào |
| Mạc Gia Cam                     | Lâm Triển Vỹ     | A Vỹ Thành viên đội B Cấp dưới của Âu Kiến Đức, Tư Đồ Tín, Cố Hân Di, Phương Vĩnh Hào |
| Châu Lệ Hân                     | Triệu Mỹ Bảo     | Meibo Thành viên đội B Cấp dưới của Âu Kiến Đức, Tư Đồ Tín, Cố Hân Di, Phương Vĩnh Hào |
| Trương Chấn Lãng                | Cao Viễn         | Cảnh viên nằm vùng, mã số 66829 → Thanh tra thực tập Tên giả: Cao Bân Cấp dưới của Tư Đồ Tín, Cố Hân Di Xem thêm Tứ Liên Bang |
| Nguyễn Chính Phong (thiếu niên) | Trương Tế Luân   | Người đưa tin cho cảnh sát Mục tiêu công kích của Tư Đồ Tín Được cảnh sát mời đóng giả Tưởng Thế Long để đưa tin cho cảnh sát Xem thêm Tứ Liên Bang |
| Vương Hạo Tín                   | Trương Tế Luân   | Người đưa tin cho cảnh sát Mục tiêu công kích của Tư Đồ Tín Được cảnh sát mời đóng giả Tưởng Thế Long để đưa tin cho cảnh sát Xem thêm Tứ Liên Bang |

#### Các phòng ban khác
| Diễn viên        | Vai diễn        | Ghi chú                                                                                        |
| Trương Vỹ Đằng   | Trần Khải Quang | sếp Trần Cảnh viên tuần traTập 3 giả vờ bị Trương Tế Luân đánh đến hôn mê, tập 19 bị vạch trần |
| Triệu Bích Du    |                 | Cảnh sát khoa tình báo (tập 1)                                                                 |
| Lâm Hựu Kiều     |                 | Cảnh sát khoa tình báo (tập 1)                                                                 |
| Ngô Triển Hoa    |                 | Cảnh sát hình sự - CID (tập 1)                                                                 |
| Chương Cảnh Hằng |                 | Cảnh sát hình sự - CID (tập 3)                                                                 |
| Diêu Hoành Viễn  | sếp Vương       | Chỉ huy đội Phi Hổ - SDU (tập 4)                                                               |
| Lý Gia Tấn       |                 | Lính bắn tỉa của SDU Vì phối hợp hoàn thành nhiệm vụ mà bắn Trương Tế Luân (tập 8)             |
| Vương Trí Địch   |                 | Cảnh sát (tập 13, 27)                                                                          |
| Phan Tử Phong    |                 | Kỹ thuật viên (tập 24)                                                                         |

### Giới diễn nghệ
| Diễn viên        | Vai diễn       | Ghi chú |
| Cao Hải Ninh     | Trang Minh Lệ  | Angel, chị Angel, Minh Lệ Nữ minh tinh Bị Cố Vinh Chương theo đuổi, chán ghét ông ta Ban đầu không ưa Trương Tế Luân, sau đó thích và theo đuổi anh Tình địch của Tô Chỉ San, Cố Hân Di, Diêu Thanh ThủyTập 2 lợi dụng Trương Tế Luân để chọc tức Cố Vinh Chương Tập 4 vì Trương Tế Luân tự trách mình không giữ lời hứa với cô, nên viết giấy nợ cho cô Tập 6 phát hiện Trương Tế Luân là người của xã hội đen nên cắt đứt liên lạc với anh, sau đó bị Lưu Bưu quấy rối, tạt trà nóng vào mặt ông ta, được Trương Tế Luân giải vây rồi nảy sinh thiện cảm với anh Tập 9 vì Cố Vinh Chương bất mãn cô qua lại với Trương Tế Luân nên bị Cố Vinh Chương đóng băng, sự nghiệp xuống dốc Tập 11 định đi công tác xa với Cố Vinh Chương để cứu vãn sự nghiệp, nhưng vì đã phải lòng Trương Tế Luân nên từ chối Tập 13 được Trương Tế Luân giúp, thành công thanh lý hợp đồng Tập 16 cùng Cố Hân Di, Diêu Thanh Thủy biết được Trương Tế Luân cố ý bị tạm giam vì Tô Chỉ San nên bất mãn, rồi tranh giành ghen tuông ở sở cảnh sát Tập 19 biết thân phận thật của Trương Tế Luân, uy hiếp anh phải tuyên bố rằng cô là bạn gái anh trước mặt mọi người Tập 21 chủ động mặc áo hở hang dụ dỗ Trương Tế Luân lên giường, nhưng bất thành Tập 26 bị Trương Tế Luân từ chối tình yêu, tuy đau lòng nhưng vẫn một lòng yêu anh |
| Vương Hạo Tín    | Trương Tế Luân | William Diễn viên Vốn là diễn viên của đoàn ca kịch tiểu bang Ohio, Mỹ Say mê diễn xuất Người hâm mộ của Trang Minh Lệ, ban đầu cô ta không thích anh, sau đó quay lại theo đuổi anh Mục tiêu công kích của Cố Vinh Chương Xem thêm Cục điều tra Tội phạm có tổ chức và Xã hội đen (OCTB), Tứ Liên Bang |
| Viên Trấn Nghiệp | anh Roy        | Vai nam chính (tập 3, 8, 22 - 23) |
| Dương Trình      | chị Ling       | Vai nữ chính (tập 10) |

### Các diễn viên khác
| Diễn viên          | Vai diễn                       | Ghi chú |
| Thạch Tu           | Cố Vinh Chương                 | Victor, ông Cố Cha của Cố Hân Di Theo đuổi Trang Minh Lệ, sau từ bỏ Công kích Trương Tế Luân Hợp tác với Âu Kiến Đức và Tô Vỹ Thần, tung hoành hắc bạch lưỡng đạoQuen biết Tưởng Định Bang, ở đoạn sau của phim từng bị nghi ngờ là chủ mưu vụ mưu sát 3 cha con Tưởng Định Bang, nhưng tập 29 chứng thực không liên quan đến vụ án Tập 2 xuất hiện lần đầu Từ tập 9 bất mãn Trang Minh Lệ qua lại với Tưởng Thế Long nên đóng băng cô Tập 28 được Cố Hân Di thuyết phục nói ra sự thật năm xưa, rồi quyết định giúp Cố Hân Di âm thầm điều tra thông tin trong điện thoại của Tưởng Định Bang Tập 29 điều tra được chủ mưu đằng sau vụ mưu sát 3 cha con Tưởng Định bang là Âu Kiến Đức, bèn hứa với Cố Hân Di chờ vụ án kết thúc sẽ đến sở cảnh sát tự thú |
| Ngô Gia Nghi       | Kitty                          | Trợ lý của Trang Minh Lệ |
| Lương Chứng Gia    | David Yu                       | David Trợ lý của Cố Vinh Chương, xử lý công việc hắc bạch lưỡng đạo của ông |
| Hoắc Kiện Bang     |                                | Đạo diễn (1, 3, 8, 22 - 25, 29) |
| Lương Lệ Kiều      |                                | Nữ chủ trì (tập 1, 4, 9, 15, 22, 26, 29) |
| Trần Vinh Tuấn     | Kim Điếu Đồng (Thùng Câu Vàng) | Thầy phong thủy chuyên dụng của Tứ Liên Bang (tập 1, 7)Xem bói cho Tưởng Thế Long lúc nhỏ, tiên tri rằng nếu Tưởng Thế Long ở nhà họ Tưởng sẽ khiến Tứ Liên Bang diệt vong, khiến Tưởng Định Bang quyết định gửi Tưởng Thế Long qua cô nhi viện bên Mỹ |
| Thiệu Trác Nghiêu  |                                | Trụ trì Phật đường (tập 1, 2) |
| Đàm Trác Thăng     |                                | Thí sinh đi casting (tập 1) |
| Trần Gia Tuệ       |                                | Thí sinh đi casting (tập 1) |
| Đinh Lạc Tư        |                                | Nhân viên công ty đầu tư (tập 1) |
| Diêu Diệc Lễ       |                                | Người dẫn chương trình (tập 1) |
| Thái Khang Niên    |                                | Ông chủ tòa soạn (tập 1, 2) |
| Tăng Ngọc Quyên    |                                | Chủ tòa soạn (tập 1) |
| Lý Kiện            | Peter                          | Ông chủ tạp chí Tiên Phong (tập 1, 5) |
| Chung Chí Quang    |                                | Hiệu trưởng (tập 2) |
| Tô Lệ Minh         |                                | Phó hiệu trưởng (tập 2) |
| Mã Gia Lợi         |                                | Giáo viên (tập 2) |
| Phan Quán Lâm      | bà Trần                        | Vợ của Trần Khải Quang (tập 3) |
| Trương Tuyết Oánh  |                                | Y tá (tập 3, 5, 8－9, 13－14, 25, 30) |
| Giang Phú Cường    |                                | Kẻ cướp trong tưởng tượng của Trương Tế Luân (tập 3) |
| Lương Bách Xuyên   |                                | Kẻ cướp trong tưởng tượng của Trương Tế Luân (tập 3) |
| Lư Vỹ Văn          |                                | Kẻ cướp trong tưởng tượng của Trương Tế Luân (tập 3) |
| Lương Gia Tuấn     |                                | Thế thân của Trương Tế Luân |
| Vưu Chí Hào        |                                | Thợ chụp hình (tập 3) |
| Lương Văn Uý       |                                | Nữ nhân viên PR (tập 4, 8-9, 12, 17, 19, 24) |
| Tiêu Khải Hân      |                                | Nữ nhân viên PR (tập 4, 8-9, 12, 17, 19, 24) |
| Huỳnh Khải Kỳ      |                                | Nữ nhân viên PR (tập 4, 8-9, 12, 17, 19, 24) |
| Bành Tường Linh    |                                | Nữ nhân viên PR (tập 4, 8-9, 17, 19, 24) |
| Lưu Gia Kỳ         |                                | Nữ nhân viên PR (tập 4, 9, 12, 19) |
| Bồ Tấn             |                                | Khách quán bar (tập 4) |
| Trần Vỹ Lạc        |                                | Khách quán bar (tập 4) |
| Lý Tử Minh         |                                | Thợ xăm mình (tập 4) |
| Tăng Kiện Minh     |                                | Bác sĩ khoa ung thưBị Tô Vỹ Thần uy hiếp phải lừa gạt Tô Chỉ San (tập 5, 7) |
| Khu Vỹ Quyền       |                                | Quản lý nhà hàng (tập 5) |
| Tư Đồ Huy          | anh Kiệt                       | Ký giả tạp chí "Triều Bạo Nhất Châu" (tập 6, 10-11, 13, 18, 20, 28) |
| Diệp Hiểu Dương    |                                | Quản lý nhà hàng Nhật (tập 6) |
| Trương Thi Hân     |                                | Ký giả (tập 8) |
| Dương Gia Huy      |                                | Giám chế (tập 8, 10) |
| Âu Dương Kính Hiền |                                | Bệnh nhân nhi đồng (tập 9) |
| Lưu Thần Hi        |                                | Bệnh nhân nhi đồng (tập 9) |
| Dư Tử Minh         | Châu sư phụ                    | Thợ điêu khắc gậy Người chế tạo gậy đầu rồng cho Tứ Liên Bang (tập 9) |
| Quan Tử Dương      |                                | Nhân viên võ quán (tập 9, 14-15, 26) |
| Quách Gia Tuấn     |                                | Nhân viên ngân hàng (tập 9) |
| Huỳnh Dĩnh Quân    |                                | Vợ giả mạo của Phương Vĩnh Hào (tập 10) |
| Lý Mạn Phân        |                                | Người quản lý (tập 10, 12-14) |
| Triệu Lạc Hiền     |                                | Đạo diễn (tập 10, 21) |
| Trương Bản Lập     |                                | Tổng biên tập tạp chí "Triều Bạo Nhất Châu" (tập 10, 13, 18, 28) |
| Lâm Tuấn Kỳ        | Chris                          | Ký giả tạp chí "Triều Bạo Nhất Châu" (tập 10, 13, 18, 28) |
| Hồ Mỹ Di           |                                | Ký giả tạp chí "Triều Bạo Nhất Châu" (tập 10, 13, 18, 28) |
| Dương Chứng Hoa    | Mark                           | Đại ca Phúc Hưng Bang ở phố người Hoa bên Mỹ Đại ca của Tưởng Thế LongĐược Tô Vỹ Thần mời đến Hong Kong (tập 11) |
| Ngô Bội Như        |                                | Thư ký (tập 11, 24) |
| Mã Trăn Hi         | chị Mary                       | Ký giả (tập 11) |
| Hồ Thiên Hữu       |                                | Nhân viên Sở Nhập cảnh (tập 11) |
| Mã Tuấn Minh       |                                | Nhân viên Sở Nhập cảnh (tập 11) |
| Quan Uyển San      |                                | Vợ của Tư Đồ Tín, định cư ở Canada với con traiTập 21 đề cập cô đã có thai đứa thứ 2 (tập 12, 20) |
| Lâm Nhật Thăng     |                                | Nhân viên khách sạn (tập 12) |
| Trần Tĩnh Vân      |                                | Nhân viên tiếp đãi (tập 13, 16, 22) |
| La Vĩnh Kiện       |                                | Lính đánh thuê trên mạng (tập 13, 15, 29-30) |
| Châu Gia Toàn      |                                | Lính đánh thuê trên mạng (tập 13, 15, 29-30) |
| Huỳnh Chí Vinh     |                                | Luật sư (tập 13) |
| Trương Tuấn Bình   |                                | Bác sĩ (tập 13) |
| Lương Dụ Hằng      |                                | Vai nam chính (tập 14) |
| Lữ Thiện Đình      |                                | Nhân viên tiệm (tập 14) |
| Đặng Anh Mẫn       |                                | Hiệu trưởng (tập 15) |
| Nguỵ Dĩnh Đồng     |                                | Giáo viên (tập 15) |
| Ngũ Khánh Hoa      |                                | Giáo viên (tập 15) |
| Châu Tử Doanh      |                                | Thư ký (tập 15) |
| Lê Khoan Di        |                                | Cô gái tập thể dục (tập 15) |
| Dương Thuỵ Lân     | luật sư Phương                 | Luật sư gia đình của Tô Vỹ Thần (tập 16-17) |
| Thái Uyển Đình     |                                | Nhân viên tiệm thời trang (tập 16) |
| Trần Trác Hoa      |                                | Bảo vệ (tập 16) |
| Đặng Vĩnh Kiện     |                                | Luật sư (tập 17) |
| Ngô Văn Thuấn      |                                | Luật sư gia đình của Tưởng Thiên Hà (tập 18) |
| Lâm Cảnh Trình     | Calvin                         | Đồng nghiệp mới của Tô Chỉ SanTheo đuổi Tô Chỉ San, tập 24 sau khi bị từ chối thì công khai bối cảnh gia đình của cô, khiến cô bị nhà trường chấm dứt hợp đồng, sau cùng bị Trương Tế Luân hăm doạ nên xin lỗi cô (tập 19, 21-22, 24) |
| Trần Tiển Hạo      |                                | Trợ lý của Quách Hạo Lương (tập 19-20) |
| Huỳnh Chí Minh     |                                | Trợ lý của Quách Hạo Lương (tập 19-20) |
| Trâu Triệu Đình    |                                | Kẻ cướpTập 21 đánh cướp Tưởng Thiên Hà theo lệnh của Tư Đồ Tín Tập 22 bị Liên Vượng Thắng bắt giữ Tập 23 bị Tô Tử Kiên chôn sống |
| Trần Miễn Lương    |                                | Kẻ cướpTập 21 đánh cướp Tưởng Thiên Hà theo lệnh của Tư Đồ Tín Tập 22 bị Liên Vượng Thắng bắt giữ Tập 23 bị Tô Tử Kiên chôn sống |
| Phạm Trọng Hằng    |                                | Bác sĩ (tập 22, 24-25, 27, 30) |
| Minh Đức Phong     |                                | Chủ tiệm (tập 22) |
| Huỳnh Diệu Văn     |                                | Chủ xe (tập 22) |
| Quảng Quốc Sinh    |                                | Trưởng quầy nhà nghỉ (tập 22) |
| Đàm Tuấn Hùng      |                                | Trưởng quầy nhà nghỉ (tập 23) |
| Tăng Mẫn           |                                | Thư ký (tập 24) |
| Tiêu Kiện Phong    |                                | Phó đạo diễn (tập 24) |
| Đặng Gia Kiệt      | Ivan                           | Công tử nhà giàu (tập 27) |
| Trần Bỉ Đắc        |                                | Sát thủ gốc Nam ÁNhận lệnh Âu Kiến Đức chỉ cần giết Tưởng Hiếu Long, nhưng lại giết cả 3 cha con họ Tưởng, sau đó bị Âu Kiến Đức diệt khẩu (tập 30) |

## Nhạc phim
| Tên gốc    | Tên tiếng Việt                          | Trình bày     | Sáng tác                                                                     | Tính chất                                   |
| ---------- | --------------------------------------- | ------------- | ---------------------------------------------------------------------------- | ------------------------------------------- |
| 似真如假   | Như giả như thật                        | Vương Hạo Tín | Nhạc: Trương Gia Thành Lời: Dương Hi                                         | Nhạc chủ đề                                 |
| 對手戲     | Cảnh tay đôi                            | Hà Nhạn Thi   | Nhạc: Trương Gia Thành Lời: Trương Mỹ Hiền                                   | Nhạc kết                                    |
| 甘心替代你 | Cam tâm thay thế em                     | Vương Hạo Tín | Nhạc: Trần Quang Vinh Lời: Lưu Trác Huy Trình bày bản gốc: Trịnh Y Kiện      | Nhạc đệm, xuất hiện trong các cảnh tình cảm |
| 天若有情   | Thiên nhược hữu tình (Nếu trời có tình) | Không lời     | Nhạc: La Đại Hữu Lời: Lý Kiện Đạt / Lý Mặc Trình bày bản gốc: Viên Phụng Anh | Nhạc tình huống, xuất hiện ở tập 10         |

## Tỷ suất xem đài
| Tuần    | Tập     | Ngày            | Rating trung bình | Rating cao nhất | Ghi chú                                                               |
| 1       | 1－5    | 10/8－14/8/2020 | 30.1              | 30.7            | Tổng ratings 7 ngày đầu đa nền tảng là 30.7 điểm                      |
| 2       | 6－10   | 17/8－21/8/2020 | 29.2              | 30.0            | Tổng ratings tập 10 7 ngày đa nền tảng là 30.0 điểm                   |
| 3       | 11－15  | 24/8－28/8/2020 | 27.6              | 28.4            | Tổng ratings tập 15 7 ngày đa nền tảng là 28.4 điểm                   |
| 4       | 16－20  | 31/8－4/9/2020  | 27.7              | 27.9            | Tổng ratings trong 7 ngày đa nền tảng của tập 17, 18, 19 là 27.9 điểm |
| 5       | 21－25  | 7/9－11/9/2020  | 28.2              | 29.0            | Tổng ratings trong 7 ngày đa nền tảng của tập 21 là 29.0 điểm         |
| 6       | 26－30  | 14/9－18/9/2020 | 28.7              | 31.8            | Tổng ratings trong 7 ngày đa nền tảng của tập 30 là 31.8 điểm         |
| Cả phim | Cả phim | Cả phim         | 28.6 điểm         | 31.8 điểm       | Tổng lượt xem của các clip ngắn vượt quá 22 triệu lượt                |

## Đề cử và giải thưởng

### Lễ trao giải TVB thường niên ở Hong Kong
| Năm  | Hạng mục                                                 | Người / Đơn vị được đề cử                    | Vai diễn                         | Kết quả       |
| ---- | -------------------------------------------------------- | -------------------------------------------- | -------------------------------- | ------------- |
| 2020 | Nam diễn viên chính của TVB được yêu thích nhất Malaysia | Trương Chấn Lãng                             | Cao Bân                          | Đề cử (top 5) |
| 2020 | Nữ diễn viên chính của TVB được yêu thích nhất Malaysia  | Phùng Doanh Doanh                            | Cố Hân Di                        | Đề cử         |
| 2020 | Nữ diễn viên chính của TVB được yêu thích nhất Malaysia  | Cao Hải Ninh                                 | Trang Minh Lệ                    | Đề cử         |
| 2020 | Phim TVB được yêu thích nhất Malaysia                    | Phản hắc lộ nhân giáp                        |                                  | Đoạt giải     |
| 2020 | Phim truyền hình xuất sắc nhất                           | Phản hắc lộ nhân giáp                        | Đoạt giải                        |               |
| 2020 | Nam diễn viên chính xuất sắc nhất                        | Trương Chấn Lãng                             | Cao Bân                          | Đề cử         |
| 2020 | Nữ diễn viên chính xuất sắc nhất                         | Phùng Doanh Doanh                            | Cố Hân Di                        | Đề cử         |
| 2020 | Nữ diễn viên chính xuất sắc nhất                         | Cao Hải Ninh                                 | Trang Minh Lệ                    | Đề cử         |
| 2020 | Nam nhân vật truyền hình được yêu thích nhất             | Vương Hạo Tín                                | Trương Tế Luân                   | Đề cử (top 5) |
| 2020 | Nam nhân vật truyền hình được yêu thích nhất             | Trương Chấn Lãng                             | Cao Bân                          | Đoạt giải     |
| 2020 | Nam nhân vật truyền hình được yêu thích nhất             | Chu Mẫn Hãn                                  | Lục Thu                          | Đề cử         |
| 2020 | Nam nhân vật truyền hình được yêu thích nhất             | Khương Đại Vệ                                | Tô Vỹ Thần                       | Đề cử         |
| 2020 | Nữ nhân vật truyền hình được yêu thích nhất              | Phùng Doanh Doanh                            | Cố Hân Di                        | Đề cử         |
| 2020 | Nữ nhân vật truyền hình được yêu thích nhất              | Cao Hải Ninh                                 | Trang Minh Lệ                    | Đề cử         |
| 2020 | Nữ nhân vật truyền hình được yêu thích nhất              | Lại Uý Linh                                  | Tưởng Thiên Hà                   | Đề cử (top 5) |
| 2020 | Nữ nhân vật truyền hình được yêu thích nhất              | Tưởng Gia Mân                                | Diêu Thanh Thủy                  | Đề cử         |
| 2020 | Nam diễn viên phụ xuất sắc nhất                          | Chu Mẫn Hãn                                  | Lục Thu                          | Đề cử         |
| 2020 | Nam diễn viên phụ xuất sắc nhất                          | Khương Đại Vệ                                | Tô Vỹ Thần                       | Đề cử         |
| 2020 | Nam diễn viên phụ xuất sắc nhất                          | Từ Vinh                                      | Chung Chí Sâm                    | Đề cử         |
| 2020 | Nam diễn viên phụ xuất sắc nhất                          | Hứa Gia Kiệt                                 | Tư Đồ Tín                        | Đề cử         |
| 2020 | Nam diễn viên phụ xuất sắc nhất                          | Lý Thành Xương                               | Lữ Gia Xương                     | Đề cử         |
| 2020 | Nữ diễn viên phụ xuất sắc nhất                           | Lại Uý Linh                                  | Tưởng Thiên Hà                   | Đoạt giải     |
| 2020 | Nữ diễn viên phụ xuất sắc nhất                           | Tưởng Gia Mân                                | Diêu Thanh Thủy                  | Đề cử         |
| 2020 | Nữ diễn viên phụ xuất sắc nhất                           | Phó Gia Lợi                                  | Tưởng Thiên Du                   | Đề cử         |
| 2020 | Nam diễn viên tiến bộ vượt bậc                           | Chu Mẫn Hãn                                  | Lục Thu                          | Đoạt giải     |
| 2020 | Nữ diễn viên tiến bộ vượt bậc                            | Tưởng Gia Mân                                | Diêu Thanh Thủy                  | Đoạt giải     |
| 2020 | Đôi/nhóm bạn diễn được yêu thích nhất                    | Vương Hạo Tín, Trương Chấn Lãng, Chu Mẫn Hãn | Tưởng Thế Long, Cao Bân, Lục Thu | Đoạt giải     |
| 2020 | Nhạc phim được yêu thích nhất                            | Như giả như thật (Vương Hạo Tín hát)         |                                  | Đề cử         |
| 2020 | Nhạc phim được yêu thích nhất                            | Cảnh tay đôi (Hà Nhạn Thi hát)               | Đề cử                            |               |
| 2020 | Nhạc phim được yêu thích nhất                            | Cam tâm thay thế em (Vương Hạo Tín hát)      | Đề cử                            |               |

### Kình Ca Kim Khúc (Jade Solid Gold Awards)
| Năm  | Hạng mục                                   | Người / Đơn vị được đề cử               | Kết quả   |
| ---- | ------------------------------------------ | --------------------------------------- | --------- |
| 2020 | Ca khúc được cải biên hay nhất - Giải vàng | Cam tâm thay thế em (Vương Hạo Tín hát) | Đoạt giải |
| 2020 | Bài hát được yêu thích                     | Cam tâm thay thế em (Vương Hạo Tín hát) | Đề cử     |
| 2020 | Bài hát được yêu thích                     | Như giả như thật (Vương Hạo Tín hát)    | Đề cử     |
| 2020 | Bài hát được yêu thích                     | Cảnh tay đôi (Hà Nhạn Thi hát)          | Đoạt giải |